# Kabul
Kabul (dari, pashto: کابل; Käbool, Kbool) er hovedstad i Afghanistan. Med et estimeret indbyggertal på omkring 4.273.156 (2020) indbyggere er det den største by i Afghanistan og landets politiske, økonomiske og kulturelle centrum. 
Kabul ligger på Kabul-sletten ca. 1.800 m over havets overflade i Hindu Kush-bjergkæden. Byen er stærkt plaget af manglende regn, da skyerne taber deres vand over de omkringliggende bjerge, inden de når byen. Tilbage i 1960'erne var Kabul-sletten stort set dækket af nåletræsskov, men i dag er sletten forvandlet til ørken. Tørken har bevirket, at den øst/vest-gående Kabul-flod er udtørret det meste af året.
Af særlige kendetegn i Kabul kan blandt andet nævnes Bebe Marooh, som er et bjerg inde i byen, der kan kendes ved, at der er bygget et svømmestadion på toppen. Poolen er dog tom i dag, og trinene til udspringstårnet er forsvundet. Kommunikationsministeriet er let genkendeligt ved at være byens højeste bygning og er på 10 etager med en masse paraboler på toppen.
Kabul er ligesom resten af Afghanistan præget af mange års krig, begyndende med Sovjetunionens invasion i 1979 frem til Taleban-styrets fald i 2001. Hovedstaden er under en hastig genopbygning, men på trods heraf er der utallige, ødelagte bygninger. Især den sydlige del af Kabul er præget af krigen, med det gamle, sønderskudte kongeslot tronende over bydelen. Af andre minder om de mange krige i og omkring Kabul er de utallige landminer, som stadig ligger rundt om i byen. De fleste af de tilbageværende minefelter er ikke afmærkede. 
International Security Assistance Force (ISAF) havde sit hovedkvarter i Kabul. Til at støtte den afghanske overgangsregering i Kabul-provinsen havde ISAF: Kabul Multi National Brigade (KMNB), hvori blandt andre danske soldater indgik. Evakuering af danske personer og tilknyttede afghanere foregik i stor hast omkring den 15. august 2021 hvor Taliban genindtog byen.
I byen ligger det femstjernede hotel Kabul Serena Hotel, som i 2008 var udsat for et terrorangreb.

## Eksterne links
- Wikimedia Commons har flere filer relateret til Kabul